# Pseudostyne ratovosoni
Pseudostyne ratovosoni är en skalbaggsart som beskrevs av Stefan von Breuning 1971. Pseudostyne ratovosoni ingår i släktet Pseudostyne och familjen långhorningar.
Artens utbredningsområde är Madagaskar. Inga underarter finns listade i Catalogue of Life.